# Артур Мьюзик (пляжный футбольный клуб)
«Артур Мьюзик» — украинский пляжный футбольный клуб из Киева. Главным спонсором клуба является одноимённый музыкальный лейбл Artur Music.

## История
Футбольная команда «Артур Мьюзик» была основана в 2008 году и представляла одноимённый музыкальный лейбл (Artur Music, главный спонсор клуба). В 2009 году команда впервые сыграла в чемпионате Украины. В 2013 году клуб выиграл национальный чемпионат, а 2016 стал вице-чемпионом. В 2016 и 2017 годах клуб сыграл в финалах кубка европейских чемпионов, но проиграл оба матча. «Артур Мьюзик» входит в число сильнейших клубов Украины по пляжному футболу.

## Достижения
- Чемпионат Украины
  -  Чемпион: 2013
  -  Вице-чемпион (3): 2016, 2021, 2022
- Кубок европейских чемпионов
  -  Финалист (2): 2016, 2017